# Exogami
Exogami eller blandäktenskap är en princip för bildande av par för äktenskap och innebär att de två personerna måste höra till olika sociala grupper. En grupp kan i detta avseende vara en kast, klan, by, etnisk grupp eller folkstam.